# Philippe III de Bade
Pour les articles homonymes, voir Philippe III.
Philippe III est un prince de la maison de Bade né le 15 août 1567 à Rodemachern et mort le 6 novembre 1620 au château de Hochburg, à Emmendingen. Il est margrave de Bade-Rodemachern de 1588 à sa mort.

## Biographie
Philippe III est le deuxième fils du margrave Christophe II et de son épouse Cécile Vasa. Son frère aîné Édouard Fortunatus devient margrave de Bade-Rodemachern à la mort de leur père, en 1575. Lorsqu'il hérite du margraviat de Bade-Bade, en 1588, il laisse Rodemachern à Philippe.
En 1605, Philippe mène une armée sur la ville de Baden-Baden, occupée depuis 1594 par le margrave Georges-Frédéric de Bade-Durlach. Cette offensive se solde par un échec, et Philippe est fait prisonnier par son cousin. Il est incarcéré à Durlach, puis au château de Hochburg, où il finit par mourir.